# Aleiodes carbonarius
Aleiodes carbonarius är en stekelart som beskrevs av Giraud 1857. Aleiodes carbonarius ingår i släktet Aleiodes och familjen bracksteklar. Arten är reproducerande i Sverige. Utöver nominatformen finns också underarten A. c. giraudi.